# Ivan Horbaczewski

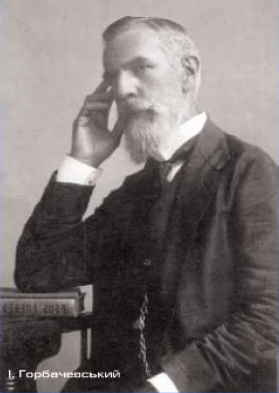
Ivan Horbaczewski in den 1930er Jahren

Iwan Horbatschewskij, ukrainisch Іван Якович Горбачевський Iwan Jakowytsch Horbatschewskyj, auch Jan Horbaczewski bzw. Johann Horbaczewski (* 15. Mai 1854 in Zarubice [Zarubińce] bei Sbarasch, Kreis Tarnopol, Galizien, Österreich-Ungarn; † 24. Mai 1942 in Prag, Protektorat Böhmen und Mähren, Deutsches Reich) war ein ukrainischer Chemiker (organische Chemie und Biochemie) und 1918 erster Gesundheitsminister Österreichs beim k.k. Ministerium für Volksgesundheit.

## Leben

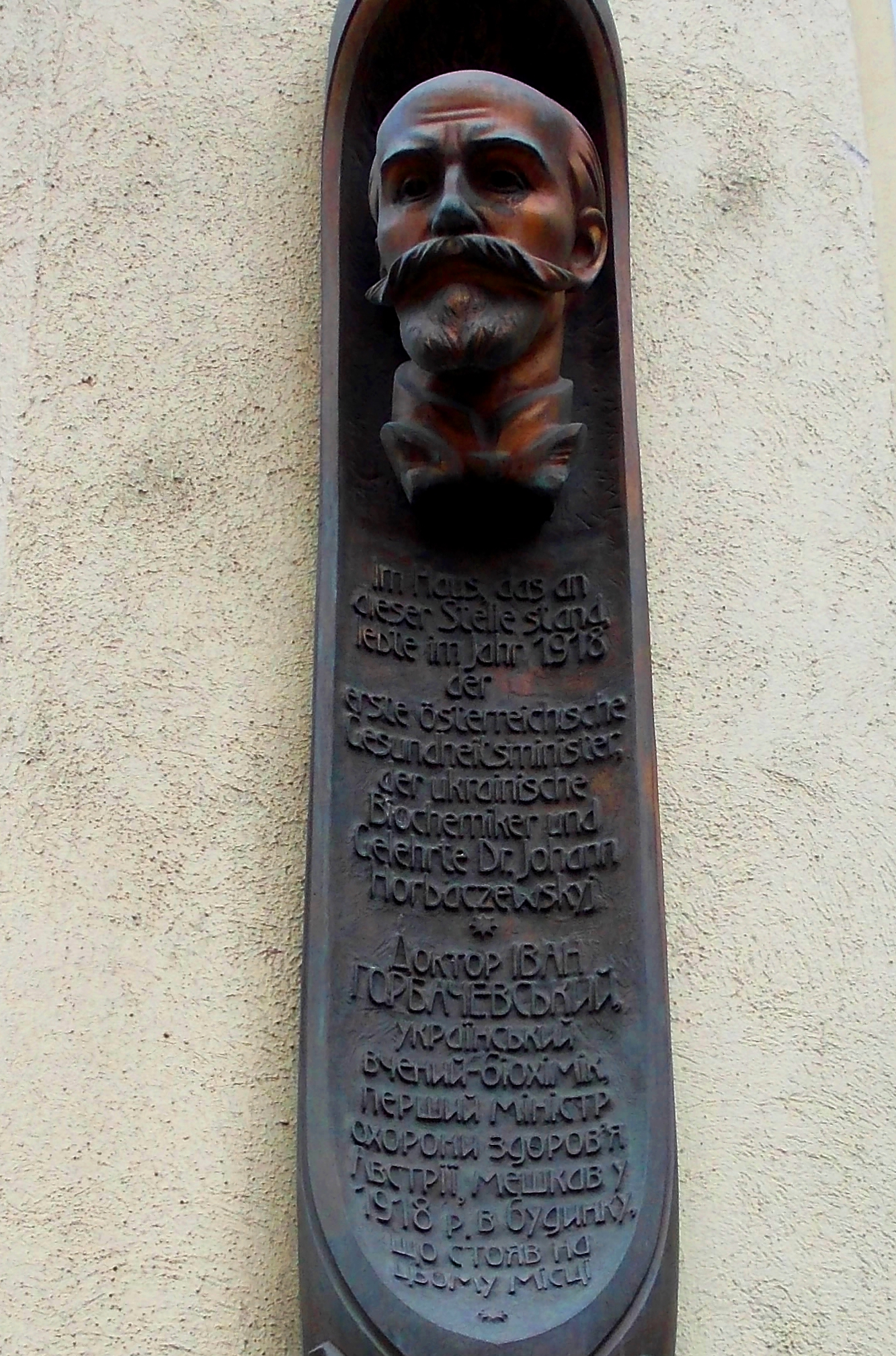
Gedenktafel in Wien

Er wurde als Sohn des griechisch-katholischen Pfarrers Jan Horbaczewski im heutigen Rajon Sbarasch der ukrainischen Oblast Ternopil geboren, der der ruthenischen (= ukrainischen) Nationalität Altösterreichs angehörte. Er besuchte gemeinsam mit seinem Bruder Antin Horbaczewski das polnischsprachige Gymnasium in Tarnopol (heute Ukraine; ruthenische Gymnasien bestanden nicht) und absolvierte 1872–1878 das Medizinstudium an der Universität Wien. Während des Studiums und danach war er am 1. Chemischen Institut, am Physiologischen Institut und am Institut für medizinische Chemie tätig. Nach dem Militärdienst als Einjährig-Freiwilliger, den er 1880 leistete und als Leutnant der Reserve beendete, wurde er von Kaiser Franz Joseph I. 1883 zum außerordentlichen und 1884 zum ordentlichen Professor an der 1882 in Prag gegründeten deutschen Karl-Ferdinands-Universität ernannt. 1885 gelang ihm als erstem, Kreatinin in vitro synthetisch herzustellen. 1902 wurde ihm der Titel Hofrat verliehen. 1902 / 1903 war er Rektor seiner Universität. Er war mit dem aus der gleichen Gegend und dem gleichen Milieu Galiziens stammenden Physiker Ivan Puluj befreundet, der 1918 in Prag starb.
1909 wurde er vom Kaiser zum Mitglied des Herrenhauses des österreichischen Reichsrats auf Lebenszeit ernannt. Mit 30. August 1917 wurde er, vorerst als Minister ohne Portefeuille, von Kaiser Karl I. ins Ministerium Seidler, die von Ernst von Seidler geleitete k.k. Regierung Cisleithaniens, berufen. Sein Büro, in dem er das Volksgesundheitsministerium vorbereitete, hatte er Anfang 1918 an der Adresse 1., Salztorgasse 1, bzw. 1., Judenplatz 11 (ehem. Böhmische Hofkanzlei, damals Sitz des k.k. Ministeriums des Innern, das eine Gesundheitssektion führte).
Am 24. November 1917 genehmigte der Kaiser auf Vorschlag der Regierung Seidler mit Allerhöchstem Handschreiben die Errichtung des Ministeriums für Volksgesundheit. In einem kurzen, vom Kaiser am 27. Juli 1918 sanktionierten Gesetz erteilte der Reichsrat die Ermächtigung zu den dafür vorgesehenen Kompetenzverschiebungen. Im seit 25. Juli 1918 amtierenden Ministerium Hussarek, dem Horbaczewski die ersten Tage noch ohne Portefeuille angehörte, wurde er am 30. Juli 1918 vom Kaiser zum k.k. Minister für Volksgesundheit ernannt. Damit war er der erste Gesundheitsminister in Europa überhaupt. Seine Amtszeit war von der Pandemie der Spanischen Grippe überschattet, deren Bekämpfung zu seinen Aufgaben gehörte. Am 10. August nahm das neue Ministerium in Wien 1., Gluckgasse 1, den Amtsbetrieb auf. Es handelte sich um das erste solche Ministerium in ganz Europa. Horbaczewski blieb auch im Ministerium Lammasch, der am 27. Oktober 1918 ernannten letzten kaiserlichen Regierung, im Amt.
Ende Oktober 1918 löste sich die Donaumonarchie auf. Im am 30. Oktober 1918 konstituierten Staat Deutschösterreich amtierte von diesem Tag an die Staatsregierung Renner I mit Ignaz Kaup, bisher Sektionschef im Ministerium, als Staatssekretär (= Minister) für Volksgesundheit. Diesem übergab Horbaczewski nun die deutschösterreichischen Geschäfte seines Ministeriums. Er selbst blieb, wie die ganze k.k. Regierung, auf Wunsch des Kaisers formal im Amt, bis der Monarch am 11. November 1918 seinen Verzicht auf jeden Anteil an den Staatsgeschäften bekanntgab und die Regierung enthob.
Ivan Horbaczewski wurde von der Tschechoslowakischen Republik, die am 28. Oktober 1918 entstand, noch im gleichen Jahr als Universitätsprofessor pensioniert. 1923 wurde er zum Rektor der Ukrainischen Freien Universität, 1921 in Wien gegründet und seit Herbst 1921 in Prag tätig, gewählt. 1924 wurde Horbaczewski tschechoslowakischer Staatsbürger.

## Ehrung
In einem Gebäude der Medizinischen Fakultät der Prager Universität befindet sich in der Kateřinská in der Prager Neustadt eine ukrainisch und tschechisch beschriftete Gedenktafel mit einem Porträt Horbaczewskis.
- Denkmal für Ivan Horbaczewski (Ternopil)[8]
- Nationale Medizinische Universität trägt seinen Namen (1992)[8]
- In Lwiw gibt es eine Horbaczewski-Straße[8]
- Die Schule in seinem Heimatdorf Sarubynzi ist nach Horbaczewski benannt[8]
- In Sarubynzi existiert ein Ivan-Horbaczewski-Museum[8]
- Internationales Jahr von Ivan Horbaczewski von der UNESCO (2004) proklamiert[8]
- Briefmarke zum 150-jährigen Jubiläum (Auflage: 649.000 Stück, 2004);[8]
- In Cherson ist ein Krankenhaus für Infektionskrankheiten nach Horbaczewski benannt[8]

## Schriften (Auswahl)
- Ueber den Nervus vestibuli. Wien 1875.
- Ueber die durch Einwirkung von Salzsäure aus den Albuminoiden entstehenden Zersetzungsproducte. Wien 1880.
- Jan Horbaczewski, F. Kaněra: Über den Einfluss von Glycerin, Zucker und Fett auf die Ausscheidung der Harnsäure beim Menschen. Wien 1886.